# Tomopterna elegans
Tomopterna elegans es una especie de anfibio anuro de la familia Pyxicephalidae.

## Distribución geográfica
Esta especie es endémica del noreste de Somalia. Su localidad tipo es Hongolò (Uadi Hoor).

## Descripción
Esta especie ha sido eliminada de su sinonimia con Tomopterna cryptotis por Zimkus y Larson en 2011, donde fue colocada por Benedetto Lanza en 1978.

## Publicación original
- Calabresi, 1927 : Anfibi e rettili raccolti nella Somalia dai Proff. G. Stefanini e N. Puccioni (Gennaio-Luglio 1924). Atti della Societa Italiana di Scienze Naturali e del Museo Civico di Storia Naturale di Milano, vol. 66, p. 14-60.[4]